# 1535
1535 (MDXXXV) var ett normalår som började en fredag i den julianska kalendern.

## Händelser

### Januari
- 6 januari – Lima, nuvarande huvudstad i Peru, grundas av Francisco Pizarro.
- 13 januari – En armé bestående av en svensk styrka och ett skåneländsk adelsuppbåd besegrar en Kristian II-trogen borgararmé ledd av Markus Meyer och Jörgen Kock i slaget vid Helsingborg. Slaget är en del av det danska inbördeskriget Grevefejden.

### Mars
- 15 mars – Tysken Markus Meyer, som fängslats på Varbergs fästning efter slaget vid Helsingborg, tar kontroll över fästningen genom att, tillsammans med sina män, ta sig in genom avträdet.

### April
- 20 april – Halofenomen observeras i Stockholm, varefter den så kallade Vädersolstavlan målas.

### Maj
- 11 maj – Vicekungadömet Nya Spanien grundas.[1]

### Juni
- 11 juni – Daniel Rantzau besegrar den lübska hären i slaget vid Öxnebjerg med sin svensk-danska dito.
- 16 juni – Svenskar, Kristian III-trogna danskar och brandenburgare besegrar Kristian II-trogna och lübeckare i sjöslaget i Lilla Bält.

### November
- November – Svenska och Kristian III-trogna styrkor besegrar Kristian II-trogna sådana i sjöslaget vid Köpenhamn.

## Födda
- 11 februari – Gregorius XIV, född Niccolò Sfondrati, påve 1590–1591.
- 2 juni – Leo XI, född Alessandro Ottaviano de' Medici, påve från 1 till 27 april 1605.
- 22 juli – Katarina Stenbock, drottning av Sverige 1552–1560, gift med Gustav Vasa.
- Luis de Molina, spansk teolog.
- Guildford Dudley, engelsk prinsgemål 1553 (gift med Jane Grey) (född omkring detta år)
- Diana Scultori Ghisi, italiensk gravör.

## Avlidna
- 12 juni - Elisabeth Wandscherer, nederländsk anabaptist.
- 6 juli – Thomas More, engelsk politiker och författare (avrättad).
- Juli – Gustav Trolle, svensk ärkebiskop 1515–1517 och 1520–1521.
- 23 september – Katarina av Sachsen-Lauenburg, drottning av Sverige sedan 1531, gift med Gustav Vasa.

### Fotnoter
1. ↑  World Statesmen (läst 4 april 2011)